# Acanthiophilus brunneus
Acanthiophilus brunneus är en tvåvingeart som beskrevs av Munro 1934. Acanthiophilus brunneus ingår i släktet Acanthiophilus och familjen borrflugor. Inga underarter finns listade i Catalogue of Life.